# Convento de São José (Évora)
O antigo Convento de São José da Esperança, também referido por Convento Novo (por ter sido a última casa religiosa da cidade) e Convento da Esperança, situa-se no Largo de Avis, na atual freguesia de Évora (São Mamede, Sé, São Pedro e Santo Antão), em Évora.
O mosteiro, de freiras da ordem das Carmelitas Descalças, foi fundado em 13 de Março de 1681 por duas senhoras eborenses: Feliciana e Eugénia da Silva, tendo depois o patrocínio do Arcebispo de Évora D. Frei Luís da Silva Teles.
O edifício, ao mesmo tempo severo e simples, é tipicamente barroco, sendo a igreja um exemplar da arte da talha dourada eborense.
O convento encerrou as portas em 19 de Outubro de 1886, por morte da última professa (a Prioresa Maria Teresa de São José), uma vez que a Lei da Extinção das Ordens Religiosas proibia a admissão de noviças desde 1834).
O edifício (que conserva praticamente intacta a sua arquitectura conventual), teve várias utilizações, sendo hoje a Secção Feminina da Casa Pia de Évora.
Foi classificado como Monumento Nacional (MN) em 2008 por se encontrar inserido em conjunto inscrito na Centro Histórico de Évora.